# گورستان کودور قبری ۱
قبرستان کودور قبری ۱ مربوط به سده‌های اولیه و میانه دوران‌های تاریخی پس از اسلام است و در شهرستان گرمی، بخش مرکزی، دهستان دیزج، روستای بیلداشی واقع شده و این اثر در تاریخ ۲۷ اسفند ۱۳۸۶ با شمارهٔ ثبت ۲۲۶۱۱ به‌عنوان یکی از آثار ملی ایران به ثبت رسیده است.